# 西藏自治区人民代表大会常务委员会
西藏自治区人民代表大会常务委员会（藏語：བོད་རང་སྐྱོང་ལྗོངས་མི་དམངས་འཐུས་མི་ཚོགས་ཆེན་རྒྱུན་ལས་ཨུ་ཡོན་ལྷན་ཁང་།，简称西藏自治区人大常委会）是西藏自治区人民代表大会的常设机关，对西藏自治区人民代表大会负责并报告工作。其主要职能是立法、监督、人事任免、重大事项决定、人民代表大会理论研究等。

## 历史沿革
1965年9月1日，召开西藏自治区第一届人民代表大会第一次会议，正式成立西藏自治区。根据当时的宪法及地方组织法，未设置一级行政区人民代表大会的常设机关。
1979年7月，第五届全国人民代表大会第二次会议通过《关于修正中华人民共和国宪法若干规定的决议》，其中规定：“县和县以上地方各级人民代表大会设立常务委员会，它是本级人民代表大会的常设机关”。根据上述相关规定，1979年8月14日，西藏自治区第三届人民代表大会第二次会议选举产生自治区人大常委会，这是中华人民共和国设立的首个省级行政区人民代表大会常务委员会。

## 机构设置
西藏自治区第十一届人民代表大会常务委员会设有以下机构：
- 办公厅
  - 办公室
  - 秘书处
  - 人事处（机关党委）
  - 接待处
  - 督察处
  - 翻译室
  - 研究室
  - 保卫处
  - 后勤服务中心
  - 信息中心
  - 会堂管理处
- 内务司法工作委员会
- 代表人事选举工作委员会
- 农牧环境资源工作委员会

## 历届组成人员

### 第三届
- 任期：1979年8月－1983年4月
- 主任：阿沛·阿旺晋美 → 杨东生（1981年4月当选，1982年11月逝世）
- 副主任：热地、陈竞波、苗丕一、王静之、胡宗林、王运祥、德格·格桑旺堆、次仁拉姆、崔科·顿珠次仁、朗顿·贡噶旺秋、生钦·洛桑坚赞、多杰才旦（1981年4月当选）
- 秘书长：多杰才旦（1980年11月免） → 郎杰（1980年11月任）

### 第四届
- 任期：1983年4月－1988年7月
- 主任：阿沛·阿旺晋美
- 副主任：帕巴拉·格列朗杰、德格·格桑旺堆、李本善（1986年5月辞任）、生钦·洛桑坚赞、雪康·土登尼玛、曹旭、布多吉、郎杰、江中·扎西多吉、彭哲、结巴堪苏·伦珠陶凯（1984年7月当选）、桑顶·多吉帕姆·德钦曲珍（1984年7月当选）、王广玺（1987年7月当选）
- 秘书长：郎杰（1986年12月辞任） → 旺堆扎巴（1987年7月当选）

### 第五届
- 任期：1988年7月－1993年1月
- 主任：阿沛·阿旺晋美
- 副主任：帕巴拉·格列朗杰、生钦·洛桑坚赞、雪康·土登尼玛、布多吉、郎杰、江中·扎西多吉、结巴堪苏·伦珠陶凯、桑顶·多吉帕姆·德庆曲珍、王广玺、胡颂杰
- 秘书长：王广玺

### 第六届
- 任期：1993年1月－1998年5月
- 主任：热地
- 副主任：普穷、郑英、生钦·洛桑坚赞、布多吉、郎杰、桑顶·多吉帕姆·德庆曲珍、龚达希、霍康·索朗边巴、田福俊、李维伦、白玛多吉、永仲嘎瓦、崔继国、曲加（1996年5月当选）、索朗达吉（1996年5月当选）、马光华（1996年5月当选）、恰白·次旦平措（1996年5月当选）
- 秘书长：马光华

### 第七届
- 任期：1998年5月－2003年1月
- 主任：热地
- 副主任：普穷、江措、布多吉、子成、龚达希、陆惠民、桑顶·多吉帕姆·德庆曲珍、泽仁桑珠、洛桑丹珍、永仲嘎瓦、曲加（原区人大）、索朗达吉、马光华、曲加（原区纪委）、阿扣（2000年5月当选）、益希单增（2000年5月当选）、孙岐文（2001年5月当选）
- 秘书长：马光华（2001年5月辞任） → 许雪光（2001年5月当选）

### 第八届
- 任期：2003年1月－2008年1月
- 主任：热地（2003年5月辞任） → 列确（2003年5月补选）
- 副主任：李光文（2007年1月辞任）、洛桑顿珠、桑顶·多吉帕姆·德庆曲珍、泽仁桑珠（2006年1月辞任）、永仲嘎瓦、白钊、孙岐文（2007年1月辞任）、曲加（2006年1月辞任）、多吉、群培、向巴嘎登、阿扣、金喜生、马泽碧、次登平措、赵廉（2006年1月当选）、武继烈（2006年1月当选，2007年1月辞任）、土登才旺（2007年1月当选）、尼玛占堆（2007年1月当选）
- 秘书长：许雪光（2007年1月辞任） → 宋善礼（2007年1月当选）

### 第九届
- 任期：2008年1月－2013年1月
- 主任：列确（2010年1月15日辞任） → 向巴平措（2010年1月15日当选）
- 副主任：土登才旺（2011年1月辞任）、尼玛次仁、张跃平、桑顶·多吉帕姆·德庆曲珍、嘎玛、周春来、宋善礼、格桑次仁（2011年1月辞任）、赵正修、董明俊（2011年1月辞任）、阿登、新杂·单增曲扎、马如龙、次仁（2011年1月补选）、多吉（2011年1月补选）、武金辉（2011年1月补选）
- 秘书长：赵正修

### 第十届
- 任期：2013年1月－2018年1月
- 主任：白玛赤林 → 洛桑江村（2017年1月15日补选[3]）
- 副主任：嘎玛、周春来、赵正修、桑顶·多吉帕姆·德庆曲珍、新杂·单增曲扎、马如龙（2016年1月31日辞任）、多吉（2016年1月31日辞任）、武金辉（2016年1月31日辞任）、王瑞连、赵合（2016年1月31日辞任）、丹增朗杰、维色、乐大克（2015年10月撤职）、许雪光（2015年1月22日当选）、巨建华（2016年1月31日补选）、李文汉（2016年1月31日补选）、尼玛次仁（2016年1月31日补选）、张晓华（2016年1月31日补选）、纪国刚（2016年1月31日补选[4]）、多托（2017年1月15日补选）
- 秘书长：段襄征（2015年1月22日辞任） → 刘光旭（2015年1月22日当选）

### 第十一届
- 任期：2018年1月－
- 主任：洛桑江村
- 副主任：多托、丹增朗杰、桑顶·多吉帕姆·德庆曲珍、维色、许雪光（2022年1月7日辞任[5]）、其美仁增（2022年1月7日辞任[5]）、巨建华（2021年1月23日辞任[6]）、李文汉（2021年1月23日辞任[6]）、尼玛次仁、纪国刚、马升昌、王峻、许成仓、丁业现（2021年1月23日补选[7]）、罗布顿珠（2021年1月23日补选[7]）、唐明英（2021年1月23日补选[7]）、旦科（2022年1月7日补选[8]）
- 秘书长：刘光旭

### 第十二届
- 任期：2023年1月－
- 主任：洛桑江村 → 严金海（2025年1月补选）
- 副主任：旦科、坚参、桑顶·多吉帕姆·德庆曲珍、王峻、张延清、张洪波（2025年1月补选）、江白（2024年5月补选）、唐明英、刘柏呈、李文革、孙献忠
- 秘书长：刘光旭